# طاووس فیروزه‌ای دریا (پروانه)
طاووس فیروزه‌ای دریا (پروانه)(نام علمی: Papilio lorquinianus) نام یک گونه از سرده پروانه‌های پاپیلیو است.